# Weltmeisterschaften der Rhythmischen Sportgymnastik 2018
Die 36. Weltmeisterschaften der Rhythmischen Sportgymnastik fanden vom 10. bis 16. September 2018 in der Arena Armeec in Sofia in Bulgarien statt.

## Siegerinnen
| Disziplin                        | Gold | Silber | Bronze |
| -------------------------------- | --- | --- | --- |
| Mehrkampf-Mannschaft             | Russland Dina Awerina Arina Awerina Alexandra Soldatowa                                                      | Bulgarien Newjana Wladinowa Katrin Taseva Boryana Kaleyn                                                                        | Italien Alessia Russo Milena Baldassarri Alexandra Agiurgiuculese                                            |
| Reifen                           | Dina Awerina                                                                                                 | Linoy Ashram | Arina Awerina                                                                                                |
| Ball                             | Dina Awerina                                                                                                 | Alexandra Soldatowa | Alexandra Agiurgiuculese                                                                                     |
| Keulen                           | Dina Awerina                                                                                                 | Kazjaryna Halkina | Arina Awerina                                                                                                |
| Band                             | Alexandra Soldatowa                                                                                          | Milena Baldassarri | Linoy Ashram                                                                                                 |
| Mehrkampf-Einzel                 | Dina Awerina                                                                                                 | Linoy Ashram | Arina Awerina                                                                                                |
| Gruppe-Mehrkampf mit einem Gerät | Bulgarien Laura Traats Madlen Radukanowa Stefani Kirjakowa Simona Djankowa Elena Binewa                      | Japan Kiko Yokota Ayuka Suzuki Sayuri Sugimoto Sakura Noshitani Rie Matsubara                                                   | Italien Martina Santandrea Alessia Maurelli Agnese Duranti Letizia Cicconcelli Martina Centofanti Anna Basta |
| Gruppe-Mehrkampf mit 2 Geräten   | Italien Martina Santandrea Alessia Maurelli Agnese Duranti Letizia Cicconcelli Martina Centofanti Anna Basta | Russland Marija Tolkatschowa Anastassija Tatarewa Anastassija Schischmakowa Xenija Poljakowa Jewgenija Lewanowa Marija Krawzowa | Ukraine Valeria Yuzwiak Anastasia Voznyak Diana Myzherytska Valeria Khanina Tatiana Dovschenko Alina Bykhno  |

### Medaillenspiegel
| Rang | Nation    | Gold | Silber | Bronze | Gesamt |
| ---- | --------- | ---- | ------ | ------ | ------ |
| 1    | Russland  | 6    | 2      | 3      | 11     |
| 2    | Italien   | 1    | 1      | 3      | 5      |
| 3    | Bulgarien | 1    | 1      | 0      | 2      |
| 4    | Israel    | -    | 2      | 1      | 3      |
| 5    | Belarus   | -    | 1      | -      | 1      |
| 5    | Japan     | -    | 1      | -      | 1      |
| 7    | Ukraine   | -    | -      | 1      | 1      |